# Davor Rukavina
Davor Rukavina (Zagabria, 1951) è un ex cestista jugoslavo.

## Carriera
Con la Jugoslavia ha disputato i Campionati europei del 1971.

## Palmarès
- Coppa di Jugoslavia: 1

Lokomotiva Zagabria: 1969
- Coppa Korać: 1

Lokomotiva Zagabria: 1972